# 美國鑄幣局
美国铸币局（英語：United States Mint）是美國負責製造流通貨幣和控管黃金儲備的政府機構，1792年創立於費城。它並不製造紙幣，目前有四個主要鑄造點：費城、丹佛、舊金山和西點。

## 簡介
鑄幣局是根據美國國會通過的1792年鑄幣法案成立，設於美國國務院之下，1799年，鑄幣局成為獨立組織。根據法案條文，第一幢鑄幣大樓位於費城，即美國當時首都。鑄幣局首任總監是著名科學家戴维·里顿豪斯。
根據1873年鑄幣法案，鑄幣局成為美國財政部轄下機構。1981年起，鑄幣局向美国财政部司库負責，現任總監是Edmund C. Moy。

## 歷史
鑄幣1局在費城的大樓名為Ye Olde Mint（老铸币局），其第一批分局設於夏洛特 (北卡羅萊那州)（幣上有C標記）（1838–1861年）、達洛尼加（幣上有D標記）（Dahlonega）（1838–1861年）和新奧爾良（1838–1909年）（幣上有O標記）。夏洛特鑄幣局和達洛尼鑄幣局附近有金礦，兩地分局主要鑄造金幣。美國南北戰爭爆發，兩局被關閉，而新奧爾良鑄幣局則於南北戰爭（1861）爆發之初關閉，直至重建時期末的1879年才重開。它負責鑄造11種面值的貨幣，但只曾鑄造其中10種（1851年的銀3美分硬幣、5美分硬幣、10美分硬幣、25美分硬幣、50美分硬幣，以及金1美元硬幣、四分之一鹰金币（quarter eagle）、半鹰金币（half eagles）、鹰金币（eagles）和双鹰金币（double eagles）。
新的鑄幣設施在1870年於有大量銀礦的卡森城 (內華達州)設立（CC標記），1893年關閉。1920年，美國於當時的殖民地菲律賓的馬尼拉設立鑄幣分局，是美國歷來唯一設在美國本土境外的鑄幣廠，當時負責鑄造於菲律賓流通的硬幣（面值1、5、10、20和50仙塔沃（披索辅币））。該廠於1920至1922年鑄幣，然後在1925至1941年（直至二戰爆發），其鑄造的硬幣有M標記或沒有標記。
2000年，鑄幣廠已鑄造280億個美國硬幣，參見美国硬币年发行量一览。

## 現時設施

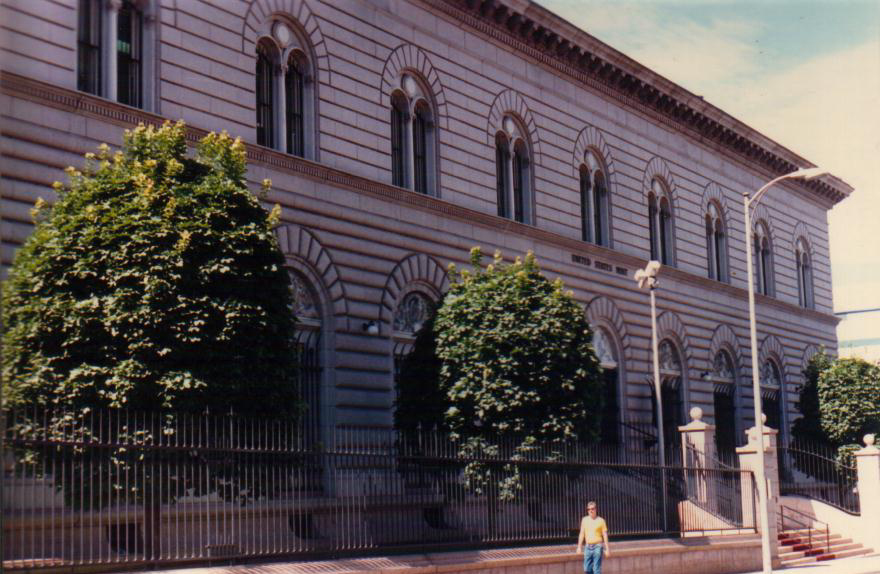
丹佛鑄幣廠

鑄幣局最大規模的設施位於費城，是四個運作中的鑄幣廠的其中之一。現時的費城鑄幣局開設於1969年，已是當地第四代鑄幣廠。第一代建於1792年，1793年投入運作。直至1980年，除了少數硬幣，在費城鑄造的硬幣沒有鑄上標記。到1980年，該廠鑄造的硬幣加上P標記，除了1美分硬幣。費城負責鑄造紀念套幣（proof coin）直至1968年。現時費城鑄造廠負責製造印模，雕版和設計部門也設於該廠。
丹佛鑄幣局前身為官方檢驗黃金的地方，開設於1863年，即當地發現金礦的5年後。20世紀初，每年處理總值500萬美元的金和銀，於1906年，鑄幣局於該處成立鑄幣分局，標記為D。
舊金山鑄幣局因應加利福尼亞淘金潮而在1854年開設，標記為S。它曾在1955年停產，後來於1960年代中的硬幣短缺期間重開。1968年，它取代費城鑄幣廠鑄造紀念套幣，而由1975年起，它幾乎只鑄造紀念套幣。
西點鑄幣局位於紐約西點，是最新的分局。其前身為西點金庫，於1937年成立。1973至1986年，美分硬幣在該廠鑄造。於1988年3月31日該廠正式成為鑄幣分局，現時是美國唯一鑄造黃金、白銀和白金美國鷹幣（American Eagle bullion coins）的地方。
位於諾克斯堡的美國金庫（United States Bullion Depository），儲存美國國庫黃金儲備。

## 功能
美國鑄幣廠的功能為：
- 製造硬幣；
- 製造和銷售全國性紀念章；
- 設計和製造國會金章；
- 設計、製造和銷售紀念硬幣；
- 保管黃金儲備；
- 為官方用途支付金或銀；
- 向聯邦儲備銀行發行硬幣。

根據財政部新規定，鑄幣局有權向使用其名字、符號和財政部名字和符號作宣傳和其他用途的人罰款最多$25,000美元。

## 刻印

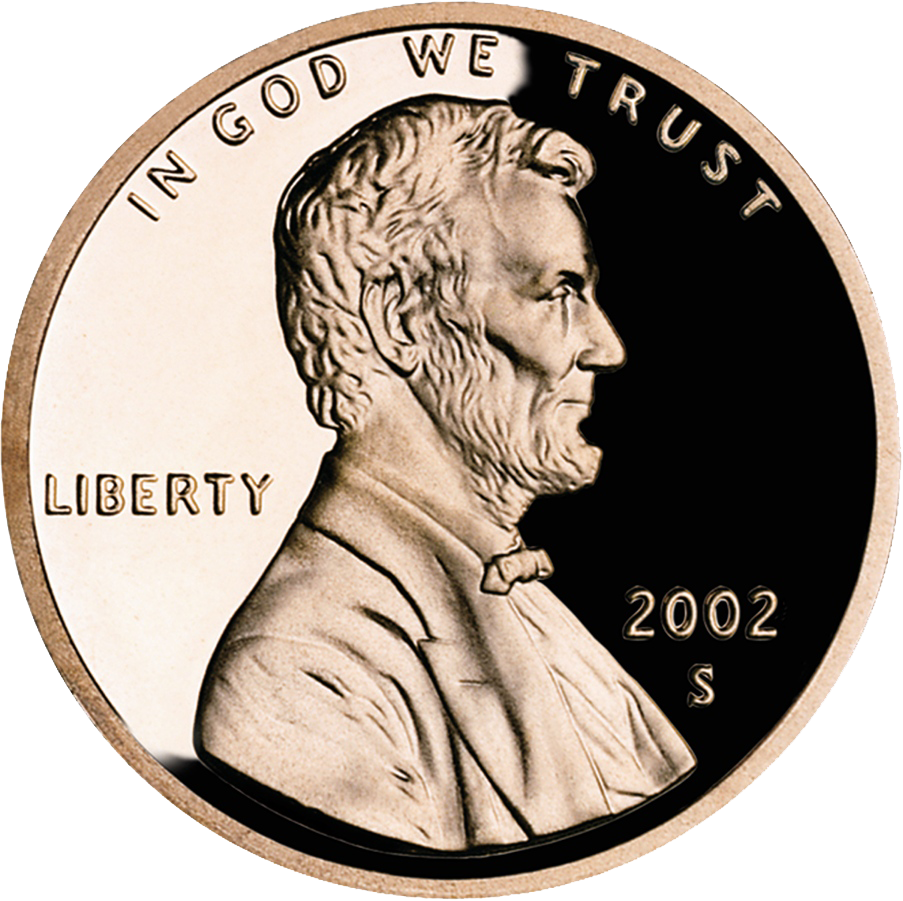
林肯紀念幣，S刻印代表舊金山鑄幣廠

- 1美分：刻印在正面，林肯半身像側的年份之下，沿用其1909年推出時的樣式
- 5美分：1968至2005年，刻印在硬幣正面近邊緣位置；2006年重新設計，改為在年份的下面
- 10美分：刻印在正面，富兰克林·德拉诺·罗斯福半身像側的年份之上
- 25美分：刻印在喬治華盛頓半身像側
- 50美分：刻印在约翰·肯尼迪半身像下、年份之上
- 萨卡加维亚1美元纪念币（2001年至現在）：刻印在年份下
- 美国总统1美元纪念币：刻印和年份印在硬幣邊緣

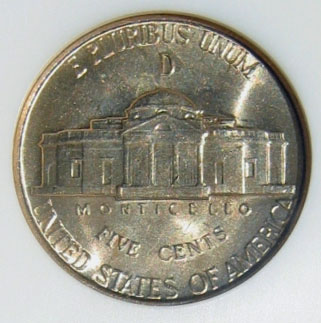
戰時5美分背面，刻印在蒙蒂塞洛上

由於二次大戰時鎳出現短缺，5美分硬幣的成份加入銀。為以茲識別，在費城鑄造的5美分加上P標記，而在舊金山鑄造的5美分其刻印也改為在蒙蒂塞洛之上，1943年丹佛鑄造的5美分也如是。直至1946年，5美分成份改回如戰前一樣，刻印的位置復原。

## 參閱
- 美國紀念硬幣

## 外部連結
- 官方網頁 （页面存档备份，存于）（英文）